# Conraua crassipes
Espèce
Synonymes
- Rana crassipes Buchholz & Peters, 1875
- Rana perpalmata De Witte, 1922

Statut de conservation UICN

 LC  : Préoccupation mineure
Conraua crassipes est une espèce d'amphibiens de la famille des Conrauidae.

## Répartition
Cette espèce se rencontre au Nigeria, au Cameroun, en Guinée équatoriale, au Gabon, en République du Congo et en République démocratique du Congo, à une altitude maximale de 1 000 m,.
Sa présence est incertaine au Cabinda en Angola et en Centrafrique.

## Publication originale
- Buchholz & Peters In Peters, 1875 : Über die von Herrn Professor Dr. R. Buchholz in Westafrika gesammelten Amphibien. Monatsberichte der Königlich preussischen Akademie der Wissenschaften zu Berlin, vol. 1875, p. 196-212 (texte intégral).